# Adam Kemp
Adam Kemp (nacido el 20 de diciembre de 1990 en Sherrill (New York) es un jugador de baloncesto belga, que ocupa la posición de Ala-Pívot. Actualmente juega en el Legia Varsovia de la PLK polaca. 

## Trayectoria deportiva
Adam jugaría durante 4 temporadas en los Marist Red Foxes y tras no ser drafteado en 2014, daría el salto al baloncesto profesional en Macedonia, en concreto, en las filas del KK Feni Industries.
En 2015, disputaría la liga de verano de la NBA con Detroit Pistons.
En la temporada 2015-16, firma por el BC Astana.
En verano de 2016, llega a Bélgica para jugar en el Spirou Basket Club.
El 5 de junio de 2021, firma por el Legia Varsovia de la Polska Liga Koszykówki, tras dos temporadas en el Spójnia Stargard del mismo país.